# Lista okrętów United States Navy, L
W tej sekcji listy okrętów United States Navy wymienione są nazwy wszystkich okrętów United States Navy, których nazwa zaczyna się od L.
Aby zobaczyć wyłącznie listę okrętów obecnie pozostających w służbie — patrz Lista obecnie służących okrętów United States Navy
W przypadku okrętów, których nazwa została użyta jednokrotnie, link USS "Nazwa_okrętu" kieruje do artykułu o konkretnym okręcie. Jeżeli nazwy użyto kilkakrotnie, link USS "Nazwa_okrętu" kieruje do strony ujednoznaczniającej z krótkimi opisami poszczególnych okrętów, natomiast linki następujące po nazwie kierują do tych okrętów bezpośrednio.

## L-LC
- USS "L-1" (SS-40)
- USS "L-2" (SS-41(inne języki))
- USS "L-3" (SS-42(inne języki))
- USS "L-4" (SS-43(inne języki))
- USS "L-5" (SS-44)
- USS "L-6" (SS-45)
- USS "L-7" (SS-46)
- USS "L-8" (SS-48)
- USS "L-9" (SS-49(inne języki))
- USS "L-10" (SS-50(inne języki))
- USS "L-11" (SS-51(inne języki))
- USS "L. A. Dempsey" ()
- USS "L. C. Richmond" ()
- USS "L. K. Thurlow" ()
- USS "L. Mendel Rivers" (SSN-686)
- USS "L. Millandon" ()
- USS "L. Y. Spear" (AS-36)
- USS "La Jolla" (SSN-701)
- USS "La Moure County" (LST-1194)
- USS "La Porte" ()
- USS "La Prade" ()
- USS "La Salle" (AP-102, AGF-3)
- USS "La Vallette" (DD-315, DD-448)
- USS "Laboon" (DDG-58)
- USS "Labuan" ()
- USS "Laburnum" ()
- USS "Lacerta" ()
- USS "Lackawanna" (, )
- USS "Lackawapen" (AO-82)
- USS "Lackawaxen" (AO-82)
- USS "Lacosta" ()
- USS "Lady Anne" ()
- USS "Lady Betty" ()
- USS "Lady Doris" ()
- USS "Lady Mary" ()
- USS "Lady of the Lake" (1813)
- USS "Lady Prevost" ()
- USS "Lady Thorne" ()
- USS "Lady Washington" (1776)
- USS "Laertes" ()
- USS "Lafayette" (1848, AP-53, SSBN-616)
- USS "Lafayette County" ()
- USS "Laffey" (DD-459, DD-724)
- USS "Lagarto" (SS-371)
- USS "Lagoda" ()
- USS "Lagrange" ()
- USS "Lakatoi" ()
- USS "Lake" ()
- USS "Lake Arthur" ()
- USS "Lake Benbow" ()
- USS "Lake Berdan" ()
- USS "Lake Blanchester" ()
- USS "Lake Bloomington" ()
- USS "Lake Borgne" ()
- USS "Lake Bridge" ()
- USS "Lake Capens" ()
- USS "Lake Catherine" ()
- USS "Lake Champlain" (1917, CV-39, CG-57)
- USS "Lake Charlotte" ()
- USS "Lake Clear" ()
- USS "Lake Conesus" ()
- USS "Lake County" ()
- USS "Lake Crescent" ()
- USS "Lake Damita" ()
- USS "Lake Dancey" ()
- USS "Lake Daraga" ()
- USS "Lake Dymer" ()
- USS "Lake Eckhart" ()
- USS "Lake Eliko" ()
- USS "Lake Elizabeth" ()
- USS "Lake Elsinore" ()
- USS "Lake Erie" (1917, CG-70)
- USS "Lake Fernwood" ()
- USS "Lake Forest" ()
- USS "Lake Frances" ()
- USS "Lake Gakona" ()
- USS "Lake Garza" ()
- USS "Lake Gaspar" ()
- USS "Lake Gedney" ()
- USS "Lake Geneva" ()
- USS "Lake Harney" ()
- USS "Lake Harris" ()
- USS "Lake Helen" ()
- USS "Lake Huron" ()
- USS "Lake Larga" ()
- USS "Lake Lasang" ()
- USS "Lake Lemando" ()
- USS "Lake Lillian" ()
- USS "Lake Mary" ()
- USS "Lake Michigan" ()
- USS "Lake Moor" ()
- USS "Lake Ontario" ()
- USS "Lake Osweya" ()
- USS "Lake Otisco" ()
- USS "Lake Pepin" ()
- USS "Lake Pewaukee" ()
- USS "Lake Placid" ()
- USS "Lake Pleasant" ()
- USS "Lake Port" ()
- USS "Lake Shore" ()
- USS "Lake Side" ()
- USS "Lake Silver" ()
- USS "Lake St. Clair" ()
- USS "Lake St. Regis" ()
- USS "Lake Sunapee" ()
- USS "Lake Superior" ()
- USS "Lake Traverse" ()
- USS "Lake Tulare" ()
- USS "Lake View" ()
- USS "Lake Weston" ()
- USS "Lake Wimico" ()
- USS "Lake Winooski" ()
- USS "Lake Wood" ()
- USS "Lake Worth" ()
- USS "Lake Yahara" ()
- USS "Lake Ypsilanti" ()
- USS "Lakehurst" ()
- USS "Lakeland" ()
- USS "Lakewood Victory" ()
- USS "Lamar" (, APA-47)
- USS "Lamberton" (DD-119)
- USS "Lamoille River" (LFR-512)
- USS "Lamons" ()
- USS "Lamprey" (SS-372)
- USS "Lamson" (DD-18, DD-328, DD-367)
- USS "Lancaster" (1858, 1862, 1918, AK-193)
- USS "Lance" ()
- USS "Lancetfish" (SS-296)
- USS "Lancewood" ()
- USS "Lander" (LPA-178)
- USS "Lang" (DD-399, FF-1060)
- USS "Langley" (CV-1, CVL-27)
- USS "Lanier" ()
- USS "Lanikai" ()
- USS "Laning" (LPR-55)
- USS "Lansdale" (DD-101, DD-426, DD-766)
- USS "Lansdowne" (DD-486)
- USS "Lansing" (DER-388)
- USS "Lapeer" ()
- USS "Lapon" (SS-260, SSN-661)
- USS "Lapwing" (, )
- USS "Laramie" (AO-203)
- USS "Laramie River" (LFR-513)
- USS "Larch" ()
- USS "Larchmont" ()
- USS "Lardner" (DD-286, DD-487)
- USS "Lariat" ()
- USS "Lark" (, )
- USS "Larkspur" (, )
- USS "Las Vegas Victory" ()
- USS "Lash" ()
- USS "Lassen" (DDG-82)
- USS "Latimer" ()
- USS "Latona" (AF-35)
- USS "Laub" (DD-263(inne języki), DD-613)
- USS "Lauchlan McKay" ()
- USS "Lauderdale" ()
- USS "Launcher" ()
- USS "Laura Reed" ()
- USS "Laurel" (, )
- USS "Laurens" ()
- USS "Laurent Millaudon" ()
- USS "Laurentia" ()
- USS "Laurinburg" ()
- USS "Lavaca" ()
- USS "Lavender" (DD-448)
- USS "Lavinia Logan" ()
- USS "Lawford" (, , , , )
- USS "Lawrence" (1812, 1843, DD-8, DD-250, DDG-4)
- USS "Lawrence C. Taylor" (DE-415)
- USS "Lawrence County" ()
- USS "Lawrence H. Gianella" (AOT-1125)
- USS "Laws" (DD-558)
- USS "Lawson" ()
- USS "Lawton" ()
- USS "Laysan Island" (ARST-1)
- USS "LCPL Roy M. Wheat" (AK-3016)

## Le
- USS "Lea" (DD-118)
- USS "Leader" (, MSO-490)
- USS "League Island" (, )
- USS "Leahy" (CG-16)
- USS "Leary" (, DD-879)
- USS "Lebanon" (, )
- USS "Lee" (, )
- USS "Lee County" ()
- USS "Lee Fox" (APD-45)
- USS "Leedstown" (, )
- USS "Leftwich" (DD-984)
- USS "Legare" (, )
- USS "Legonia II" ()
- USS "LeHardy" ()
- USS "Lehigh" (1863, AK-192)
- USS "Lejeune" ()
- USS "Lelaka" ()
- USS "Leland E. Thomas" (DE-420)
- USS "Lenape" ()
- USS "Lenapee" ()
- USS "Lenawee" ()
- USS "Lenoir" (, )
- USS "Leo" ()
- USS "Leon" (APA-48)
- USS "Leonard F. Mason" (DD-852)
- USS "Leonard Wood" ()
- USS "Leonidas" (, )
- USS "Leonie" ()
- USS "Leonis" ()
- USS "Leopard" ()
- USS "Leopold" ()
- USS "LeRay Wilson" (DE-414)
- USS "Leroy Grumman" (AO-195)
- USS "Leslie" (, )
- USS "Leslie L. B. Knox" (DE-580)
- USS "Lester" (DE-1022)
- USS "Lesuth" ()
- USS "Letter B" ()
- USS "Leutze" (DD-481)
- USS "Lev III" ()
- USS "Levant" (1837)
- USS "Levi Woodbury" (, )
- USS "Leviathan" (SP-1326)
- USS "Levisa" ()
- USS "Levy" (DE-162)
- USS "Lewis" ()
- USS "Lewis and Clark" (SSBN-644, T-AKE-1)
- USS "Lewis B. Puller" (FFG-23)
- USS "Lewis Hancock" (DD-675(inne języki))
- USS "Lewis K. Thurlow" ()
- USS "Lexington" (1776, 1825, 1861, CV-2, CV-16)
- USS "Lexington II" ()
- USS "Leyden" (, )
- USS "Leyte" (1887, ARG-8, CV-32)
- USS "Leyte Gulf" (CG-55)

## Li-Ll
- USS "Liberator" (, )
- USS "Libertad" ()
- USS "Liberty" (1775, 1918, AGTR-5 (intelligence vessel badly damaged in the USS "Liberty" incident)
- USS "Liberty Belle" ()
- USS "Liberty III" (SP-1229)
- USS "Libra" (LKA-12)
- USS "Liddle" (DE-76, APD-60)
- USS "Lightfoot" ()
- USS "Lightning" ()
- USS "Lignite" ()
- USS "Liguria" ()
- USS "Lilac" (, )
- USS "Lilian" ()
- USS "Lillian Anne" ()
- USS "Lillian II" ()
- USS "Lillie B" ()
- USS "Lily" ()
- USS "Limestone" ()
- USS "Limpkin" (, MSC-195)
- USS "Linaria" ()
- USS "Lincoln County" ()
- USS "Lincoln Salvor" ()
- USS "Linda" ()
- USS "Linden" (, )
- USS "Lindenwald" ()
- USS "Lindsay" ()
- USS "Lindsey" (MMD-32)
- USS "Ling" (SS-297)
- USS "Lingayen" ()
- USS "Linn County" ()
- USS "Linnet" (, , )
- USS "Linta" ()
- USS "Lioba" ()
- USS "Lioness" ()
- USS "Lionfish" (SS-298)
- USS "Lipan" (ATF-85)
- USS "Liscome Bay" (CVE-56)
- USS "Liston" ()
- USS "Litchfield" ()
- USS "Litchfield County" (LST-901)
- USS "Little" (APD-4, DD-803)
- USS "Little Ada" ()
- USS "Little Aie" ()
- USS "Little Belt" ()
- USS "Little Brothers" ()
- USS "Little Compton" ()
- USS "Little Rebel" ()
- USS "Little Rock" (CG-4)
- USS "Little Sisters" ()
- USS "Littlehales" (, AGS-52)
- USS "Lively" ()
- USS "Livermore" (DD-429)
- USS "Livingston" (AP-163)
- USS "Lizardfish" (SS-373)
- USS "Lloyd" (DE-209/APD-63)
- USS "Lloyd E. Acree" (DE-356)
- USS "Lloyd Thomas" (, )

## Lo
- USS "Locator" ()
- USS "Lockwood" (FF-1064)
- USS "Locust" (, )
- USS "Lodestone" (ADG-8)
- USS "Lodona" ()
- USS "Loeser" ()
- USS "Lofberg" (DD-759)
- USS "Logan" (LPA-196)
- USS "Logan's Fort" ()
- USS "Loggerhead" (SS-374)
- USS "Logic" ()
- USS "Lomado" ()
- USS "Lone Jack" ()
- USS "Lone Wall" ()
- USS "Long" (DD-209)
- USS "Long Beach" (AK-9, PF-34, CGN-9)
- USS "Long Island" (SP-572, CVE-1)
- USS "Longshaw" (DD-559)
- USS "Longspur" (, )
- USS "Longview" (AGM-3)
- USS "Lonoto" ()
- USS "Lookout" ()
- USS "Lorain County" (LST-1177)
- USS "Lorikeet" (, )
- USS "Loring" ()
- USS "Los Alamos" ()
- USS "Los Angeles" (1917, ZR-3, CA-135, SSN-688))
- USS "Lossie" ()
- USS "Lot M. Morrill" ()
- USS "Louden" ()
- USS "Lough" ()
- USS "Louis" ()
- USS "Louis McLane" ()
- USS "Louise No. 2" ()
- USS "Louisiana" (1812, 1861, BB-19, BB-71, SSBN-743)
- USS "Louisville" (1862, CA-28, SSN-724)
- USS "Lovelace" ()
- USS "Lovering" ()
- USS "Lowe" ()
- USS "Lowell" ()
- USS "Lowndes" (LPA-154)
- USS "Lowry" (DD-770)
- USS "Loy" (DE-160/APD-56)
- USS "Loyal" (AGOS-22)
- USS "Loyalty" (, MSO-457)

## LSM-Ly
- List of LSMs ("LSM-1" through "LSM-558", including all LSM(R)s)
- List of LSTs ("LST-1" through "LST-1070")
- USS "Lt. George W. G. Boyce" (AK-251)
- USS "Lt. James E. Robinson" (AKV-3)
- USS "Lt. Raymond O. Beaudoin" (AP-189)
- USS "Lt. Robert Craig" (AK-252)
- USS "LTC John U. D. Page" (AK-4496)
- USS "Lu-O-La" (SP-520)
- USS "Lubbock" (APA-197)
- USS "Luce" (DD-99, DD-522, DDG-38)
- USS "Luce Bros" (SP-846)
- USS "Lucia" (1912)
- USS "Lucid" (AM-259, MSO-458)
- USS "Lucidor" (AF-45)
- USS "Lucille Ross" (SP-1211)
- USS "Ludington" (PC-1079)
- USS "Ludlow" (1808, DD-112, DD-438)
- USS "Luella" (1917)
- USS "Luiseno" (ATF-156)
- USS "Lumen" (AKA-30)
- USS "Luna" (AKS-7)
- USS "Lunga Point" (CVE-94)
- USS "Lupin" (1861)
- USS "Lupine" (WAGL-230)
- USS "Luster" (IX-82)
- USS "Luzerne" (APA-243)
- USS "Luzerne County" (LST-902)
- USS "Luzon" (PG-47, ARG-2)
- USS "Lycoming" (APA-155)
- USS "Lydia" (SP-62, 1902)
- USS "Lydia III" (SP-676)
- USS "Lydonia" (SP-700)
- USS "Lykens" (SP-876)
- USS "Lyman" (DE-302)
- USS "Lyman County" (LST-903)
- USS "Lyman K. Swenson" (DD-729)
- USS "Lynch" (, AGOR-7)
- USS "Lynchburg" (AO-154)
- USS "Lynde McCormick" (DDG-8)
- USS "Lyndonia" (SP-734)
- USS "Lynn" (AG-182)
- USS "Lynnhaven" (YF-328)
- USS "Lynx" (1814, SP-2, AK-100)
- USS "Lynx II" (SP-730)
- USS "Lyon" (AP-71)
- USS "Lyon County" (LST-904)
- USS "Lyra" (AK-101)